# Медалі членів Японського Червоного Хреста
Медалі членів Японського Червоного Хреста — комплекс японських нагород.

## Історія
Медалі члена товариства Японського Червоного Хреста засновувалися з санкції імператора і могли носитися нагородженими постійно, зокрема і офіційних мундирах. Основні медалі були засновані в 1888 для нагородження за пожертвування товариству Червоного Хреста:
- понад 10 тис. ієн — вручається Срібна медаль Особливого члена товариства;
- понад 30 тис. ієн — вручається Золота медаль Особливого члена товариства.

## Опис
Медалі члена товариства Японського Червоного Хреста мають діаметр 30 мм. На аверсі всіх нагород знаходиться композиція, що складається з зображень павловнії, бамбука, а також міфологічного птаха Хоо у поєднанні з Женевським червоним хрестом. На реверсі напис ієрогліфами, що проходять двома горизонтальними лініями: «21 рік Мейдзі, Товариство Японського Червоного Хреста». Медалі з'єднуються зі стрічкою за допомогою лапки та кільця, на звороті лапки може бути вибитий знак японського фонетичного алфавіту — тавро місця карбування. Стрічка єдиного зразка, з муарового шовку червоного кольору. По обидва її сторони розташовані парні поздовжні смуги, що віддаляються один від одного і від краю. Кольори смуг варіюються від темно-лілового на ранніх нагородах до фіолетового на пізніших, причому в епоху Сьова вони були блідо-блакитними. Жінки носять нагороди на банті.
Існує три види медалей:

### Медаль звичайного члена Товариства
Медаль звичайного члена Товариства виготовляється із срібла, спочатку не мала розетки. У воєнні роки карбувалася зі сплавів з домішкою срібла або з алюмінію. Нині її виготовляють також із алюмінію, але розетка знову відсутня. Медаль вручається при вступі до Товариства Японського Червоного Хреста.

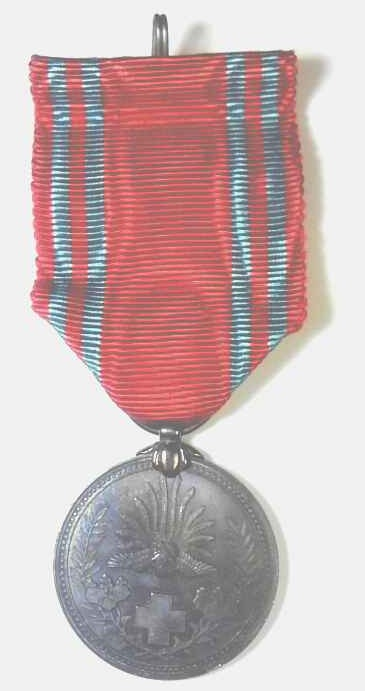
Аверс медалі епохи Мейдзі
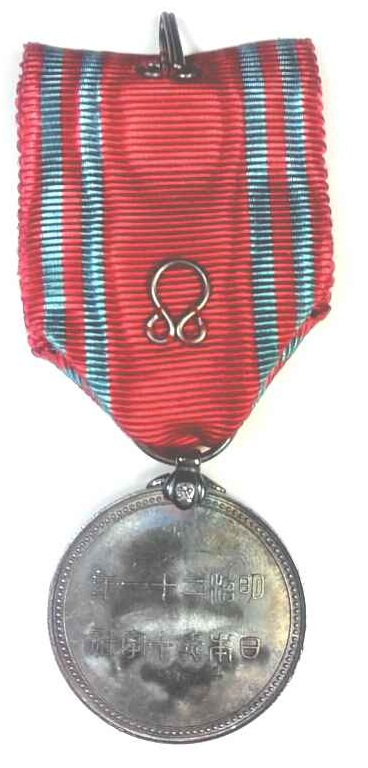
Реверс медалі епохи Мейдзі
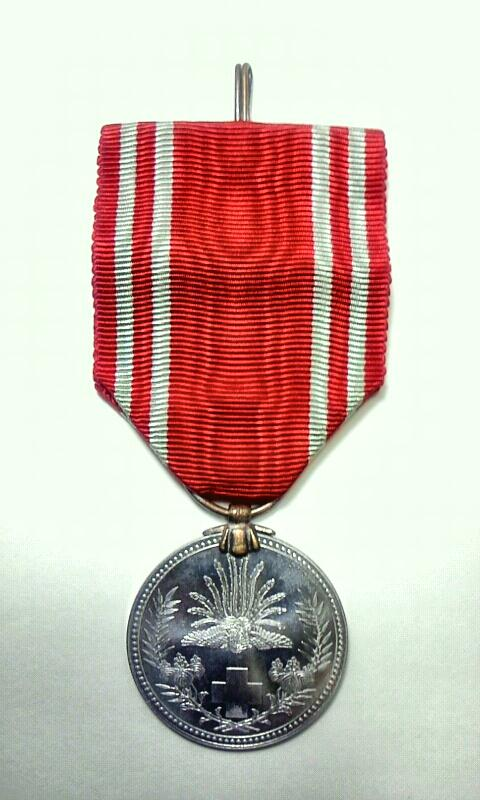
Аверс
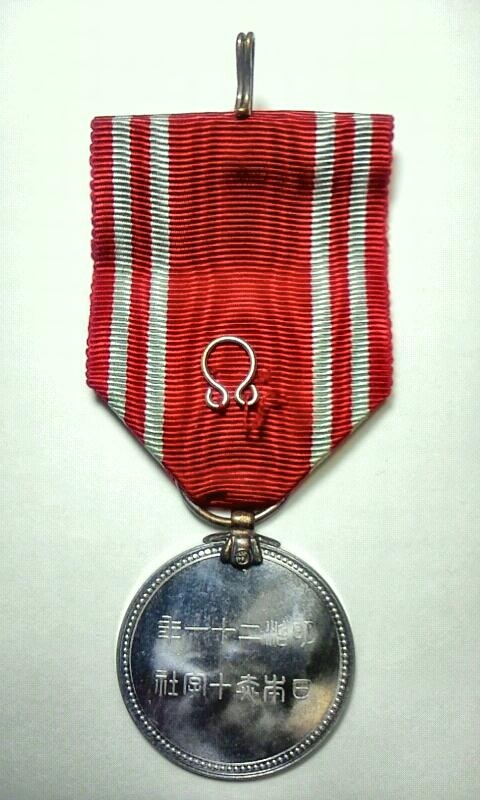
Реверс

### Срібна медаль особливого члена Товариства
Медаль виготовляється зі срібла (під час війни ці медалі карбувалися зі сплавів з домішкою срібла або з алюмінію). Стрічка має розетку діаметром 22 мм із тканини тих же кольорів, що й сама стрічка.

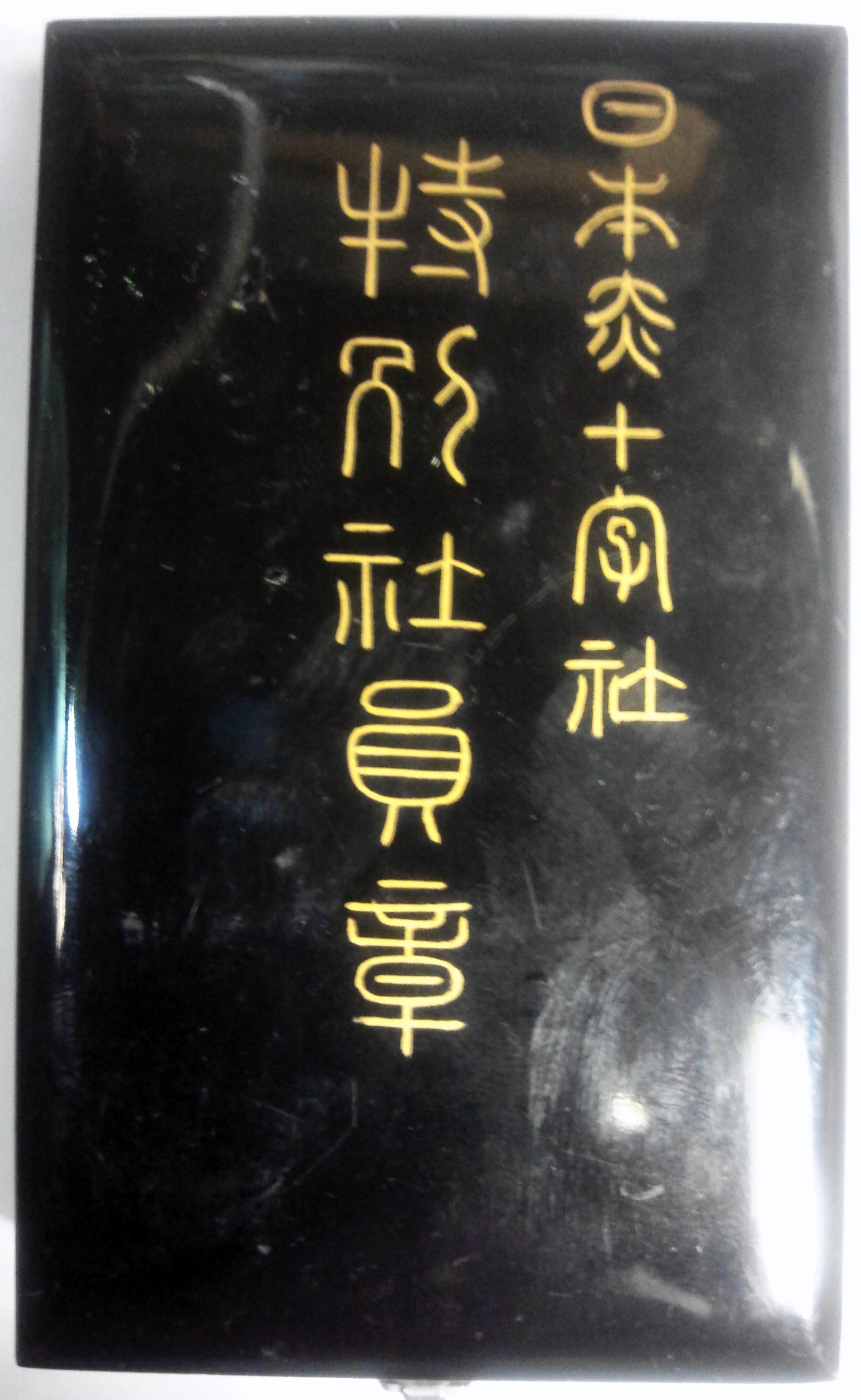
Коробочка
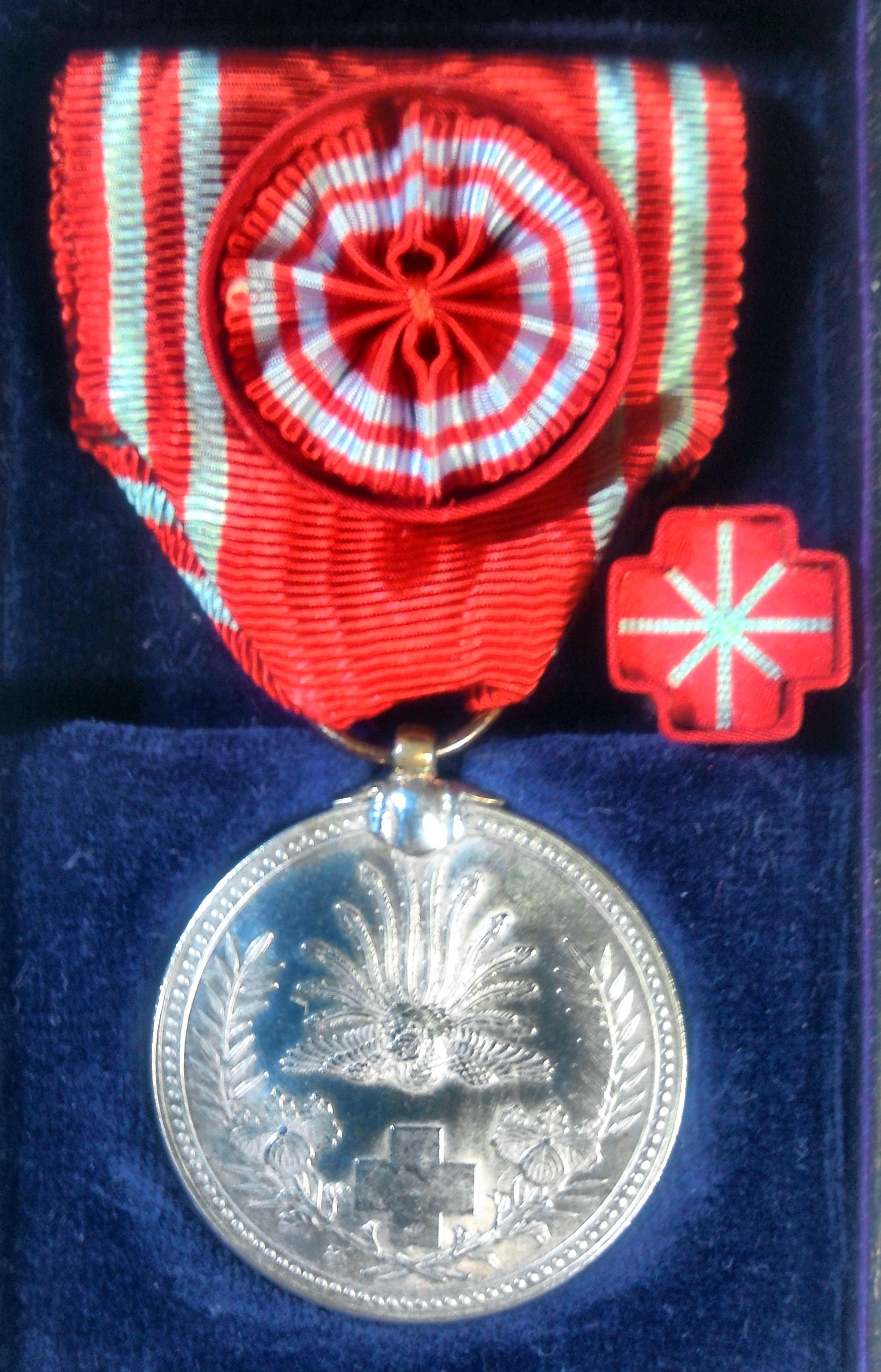
Аверс
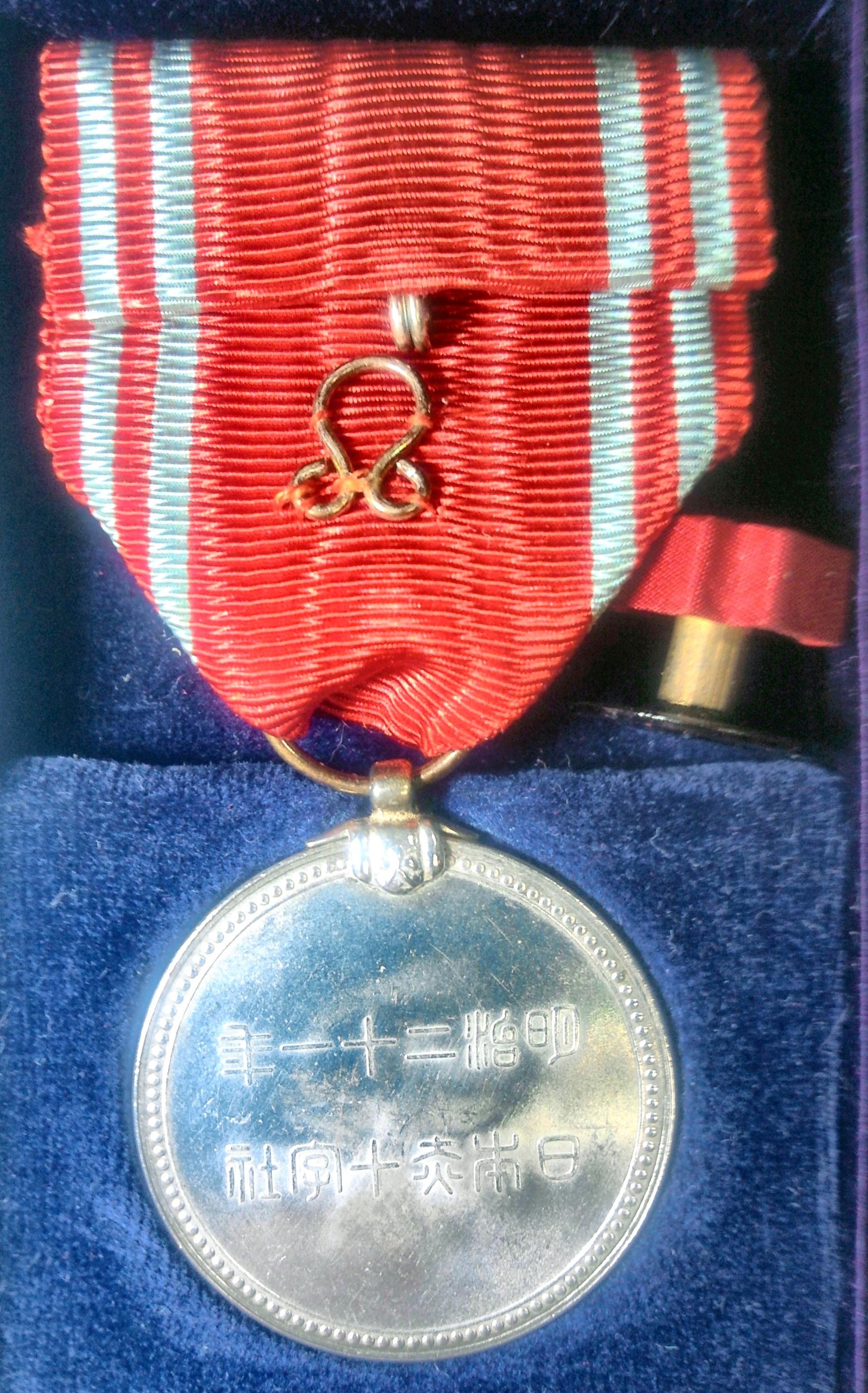
Реверс
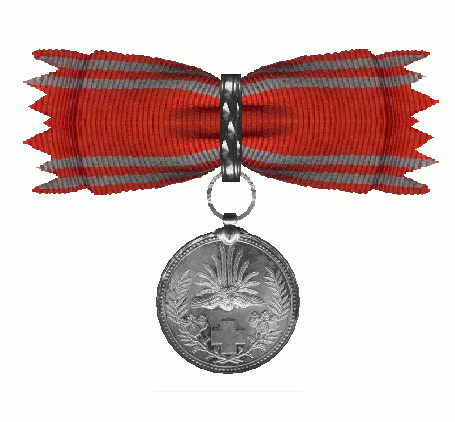
Медаль для жінок

### Золота медаль особливого члена Товариства
Заснована 1 квітня 1956 року. Виготовлена із позолоченого срібла, у всьому іншому аналогічна Срібній медалі. Золотим та Срібним орденами заслуг, а також Золотою та Срібною медалями особливих членів Товариства нагороджуються не лише фізичні особи, а й корпорації, компанії та інші організації за грошові пожертвування.
Версія для корпорацій зроблена з алюмінію, нагороди мають ту саму форму, що й для індивідуальних осіб, але виготовляються без кільця для підвіски на стрічку, прикріплюються разом із бантом та розеткою на основу, обтягнуту темно-синьою тканиною, та поміщаються у дерев'яну рамку.

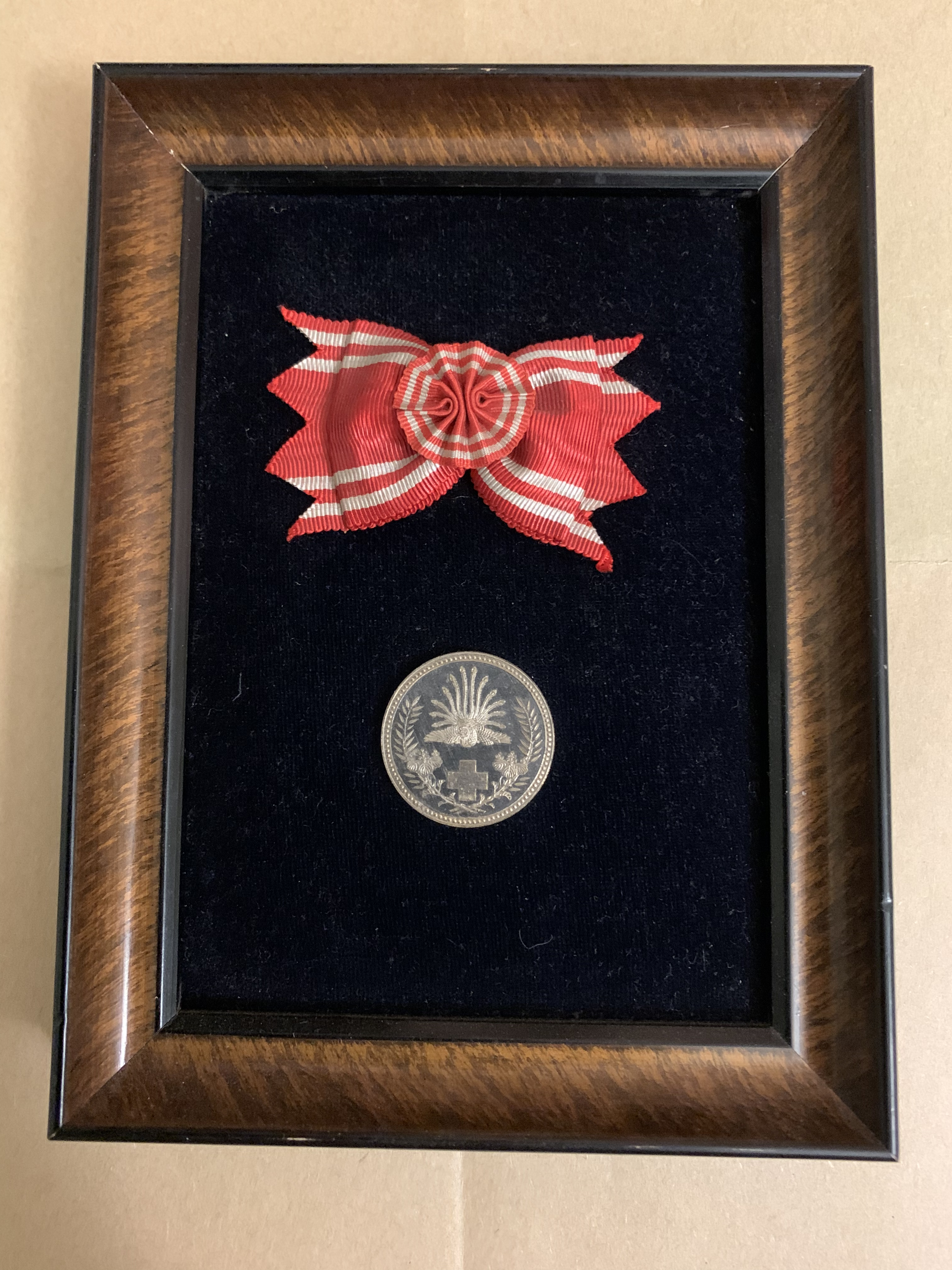
Версія медалі для корпорацій
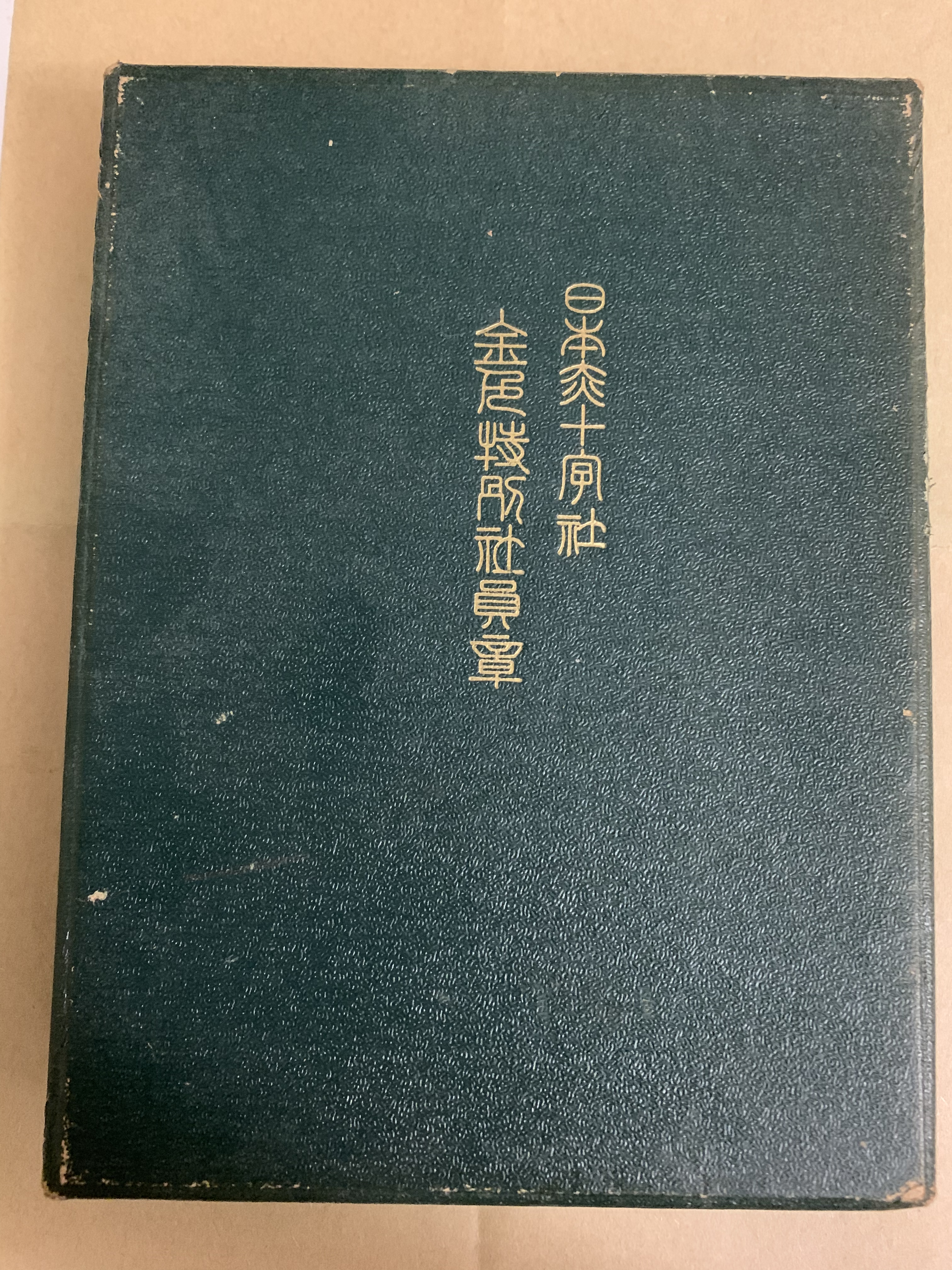
Зовнішня коробка

### Пам'ятна медаль Товариства
Заснована незабаром після закінчення російсько-японської війни Товариством Японського Червоного Хреста без санкції імператора. Бронзова медаль має 30 мм в діаметрі, аверс як у медалей за членство в Товаристві, на реверсі - ієрогліфи, що означають: «Війна 37-38-го років Мейдзі, допомога, пам'ятна медаль, Товариство Японського Червоного Хреста». Носилася на тій самій стрічці зі смугами фіолетового кольору, що й медаль за членство у Товаристві. Існують медалі з підвіскою на планці, на лицьовій стороні якої є напис «пам'ятний». У Японії ця нагорода трапляється рідко.